# Агентство протиракетної оборони США
Агентство протиракетної оборони США (англ. Missile Defense Agency, (MDA) — структурний підрозділ Міністерства оборони США, який відповідає за розробку багатошарового захисту від балістичних ракет. Агентство бере свій початок із Стратегічної оборонної ініціативи (SDI), яка була заснована в 1983 році Рональдом Рейганом і яку очолював генерал-лейтенант Джеймс Алан Абрахамсон. У рамках діяльності Управління інноваційних наук і технологій Стратегічної оборонної ініціативи, яке очолював фізик та інженер д-р Джеймс Іонсон, інвестиції були здебільшого зроблені у фундаментальні дослідження в національних лабораторіях, університетах і в промисловості стосовно розроблення протиракетної оборони. Ці програми й надалі залишалися ключовими джерелами фінансування для провідних науковців у галузі фізики високих енергій, передових матеріалів, суперкомп'ютерів/обчислень та багатьох інших критичних наукових та інженерних дисциплін — фінансування, яке опосередковано підтримує інші дослідницькі роботи провідних вчених, і який було найбільш політично життєздатним для фінансування в рамках військового бюджету США навколишнього середовища. У 1993 році вона була перейменована на Організацію протиракетної оборони, а в 2002 році перейменована на Агентство протиракетної оборони. Поточний директор — віцеадмірал ВМС США Джон А. Хілл.